# Andropovskij rajon
L'Andropovskij rajon, in russo Андроповский район?, è un rajon del Kraj di Stavropol', nel Caucaso.